# (13748) Radaly
(13748) Radaly (1998 SC46) – planetoida z pasa głównego asteroid okrążająca Słońce w ciągu 5,44 lat w średniej odległości 3,09 j.a. Odkryta 25 września 1998 roku.